# Polygonia
Polygonia Hübner 1819 är ett släkte av dagfjärilar inom familjen praktfjärilar (Nymphalidae). Typiskt för släktet är de flikiga vingarna som ger fjärilarna ett särpräglat utseende. Detta, tillsammans med den lövliknande teckningen på vingarnas undersida, är en form av kamouflage som gör fjärilarna mycket svåra att se när de vilar med slutna vingar. Vingarnas ovansida har typiskt en orange-brun grundfärg med svarta och ljusare fläckar, liknande det man ser hos nässelfjäril och andra Aglais-arter samt hos fuksar inom släktet Nymphalis (körsbärsfuks, videfuks etc). Ett annat karaktärsdrag är ett distinkt, ljust märke på bakvingens undersida som varierar i form och färg mellan de olika Polygonia-arterna. Hos den enda svenska arten, vinbärsfuks, P. c-album (Linné, 1758), är märket – som artens latinska namn antyder – format som ett vitt c. I Europa finns ytterligare en art, sydlig vinbärsfuks, P. egea Cramer 1775. 
Relativt omfattande forskning finns på fjärilarna i Polygonia (se t.ex. Wahlberg, 2009 för referenser), och släktskapsrelationerna mellan arterna har studerats med genetiska analyser av både mitokondriellt och nukleärt DNA. En grafisk illustration av evolutionära relationer inom släktet finns tillgänglig på Tree of Life.

## Arter
Synonymnamnen Polygonia vau-album och Polygonia l-album förekommer ibland för vitfläckad fuks, Nymphalis vau-album Denis & Schiffermüller 1775. Eftersom denna art numera vanligen räknas till Nymphalis tas den inte upp här.
- Polygonia c-album (Linné, 1758), vinbärsfuks.
- Polygonia c-aureum (Linné, 1758)
- Polygonia chrysoptera (Wright, 1906)
- Polygonia comma  (Harris, 1842)
- Polygonia egea (Cramer, 1775), sydlig vinbärsfuks.
- Polygonia extensa (Leech, 1896)
- Polygonia faunus (Edwards, 1862)
- Polygonia g-argenteum (Doubleday, 1848)
- Polygonia gigantea (Leech, 1890)
- Polygonia gracilis (Grote & Robinson, 1867)
- Polygonia haroldi (Dewitz, 1877)
- Polygonia hylas (Edwards, 1872)
- Polygonia interposita (Staudinger, 1881). Har tidigare ofta betraktats som en underart till c-album[3][6].
- Polygonia interrogationis (Fabricius, 1798)
- Polygonia oreas (Edwards, 1870)
- Polygonia progne (Cramer, 1775)
- Polygonia satyrus (Edwards, 1869)
- Polygonia undina (Grum-Grshimailo, 1890)
- Polygonia zephyrus (Edwards, 1870)

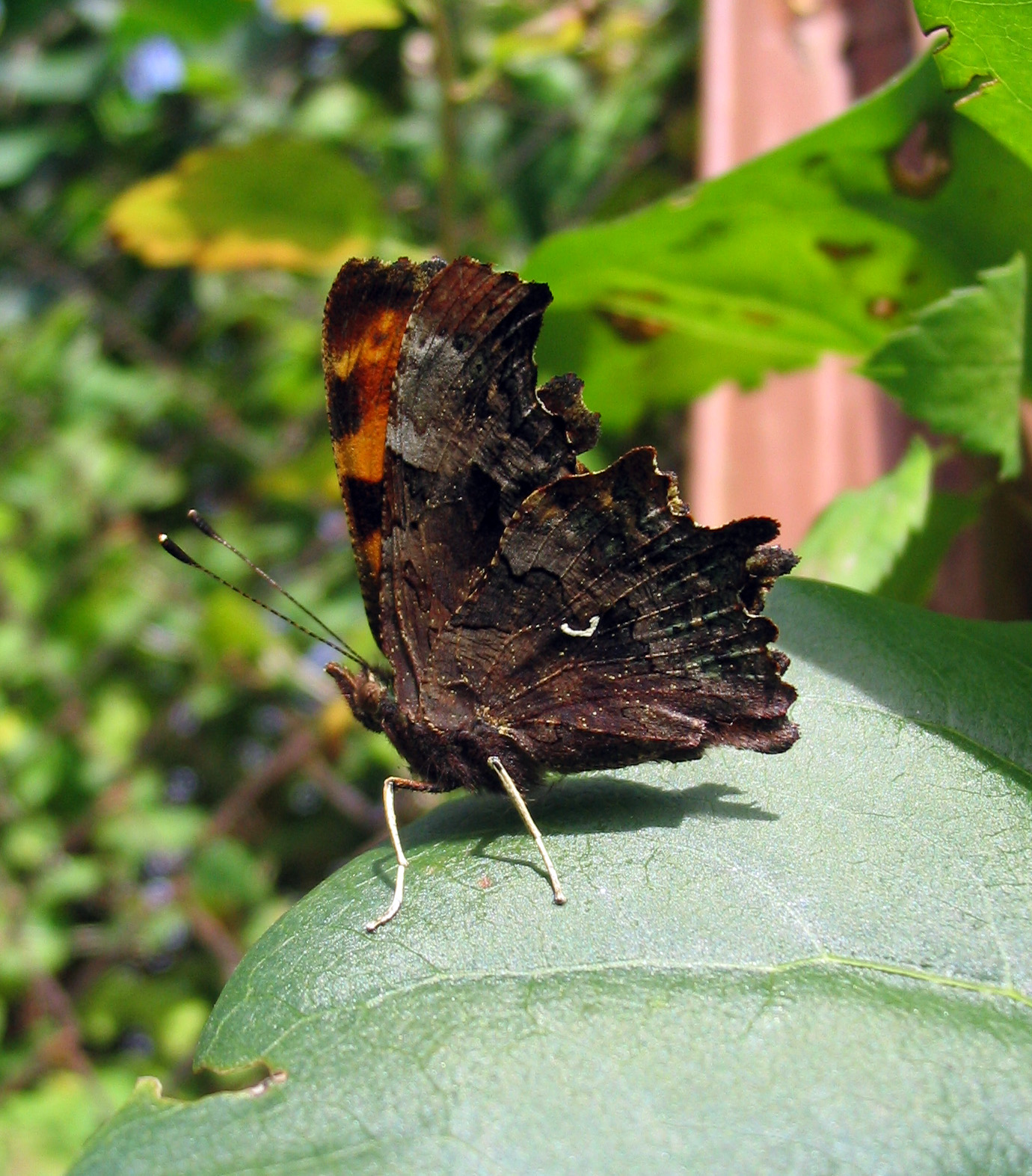
Undersida av vinbärsfuks med det vita c-formade märket väl synligt.
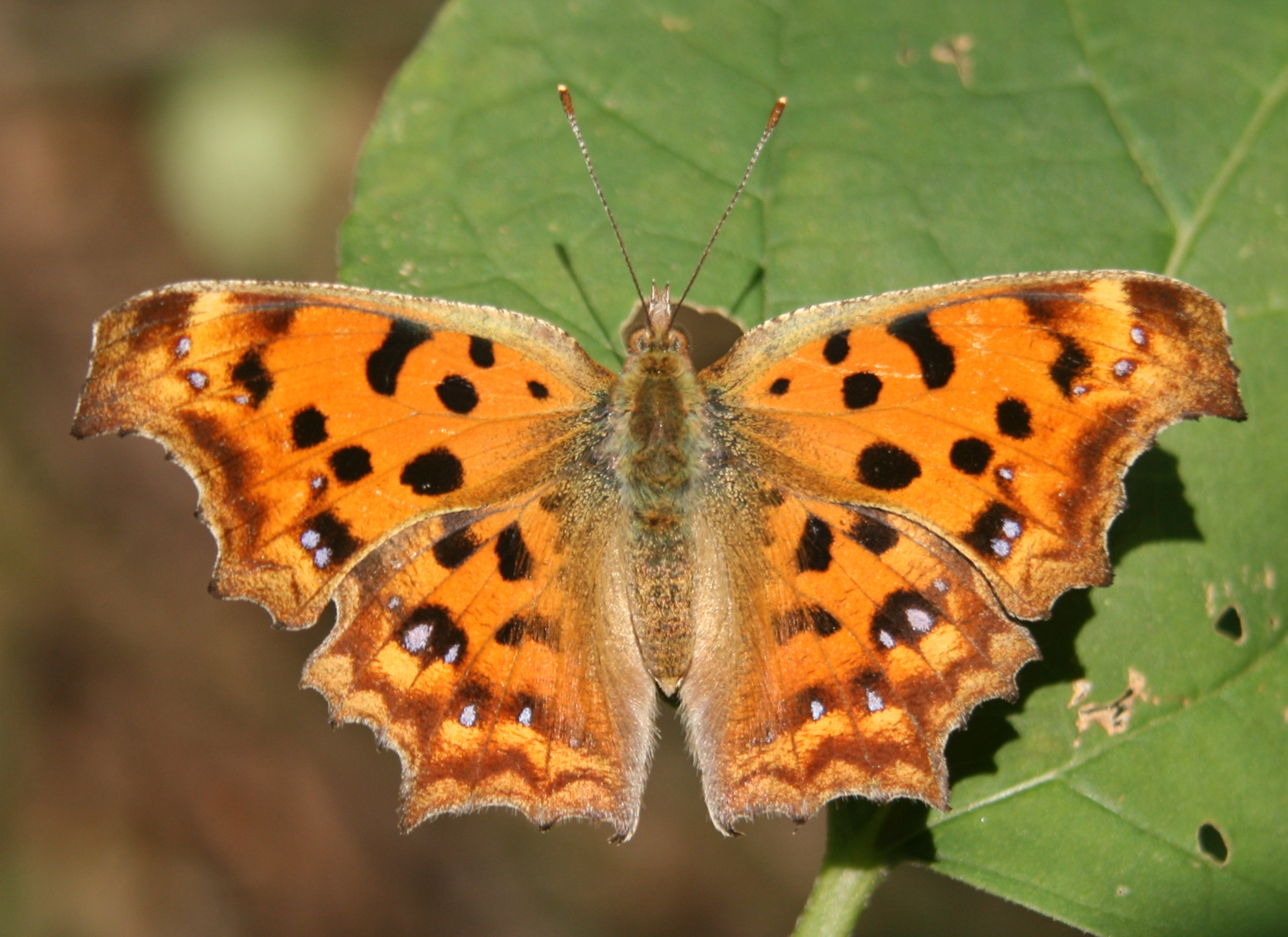
Polygonia c-aureum
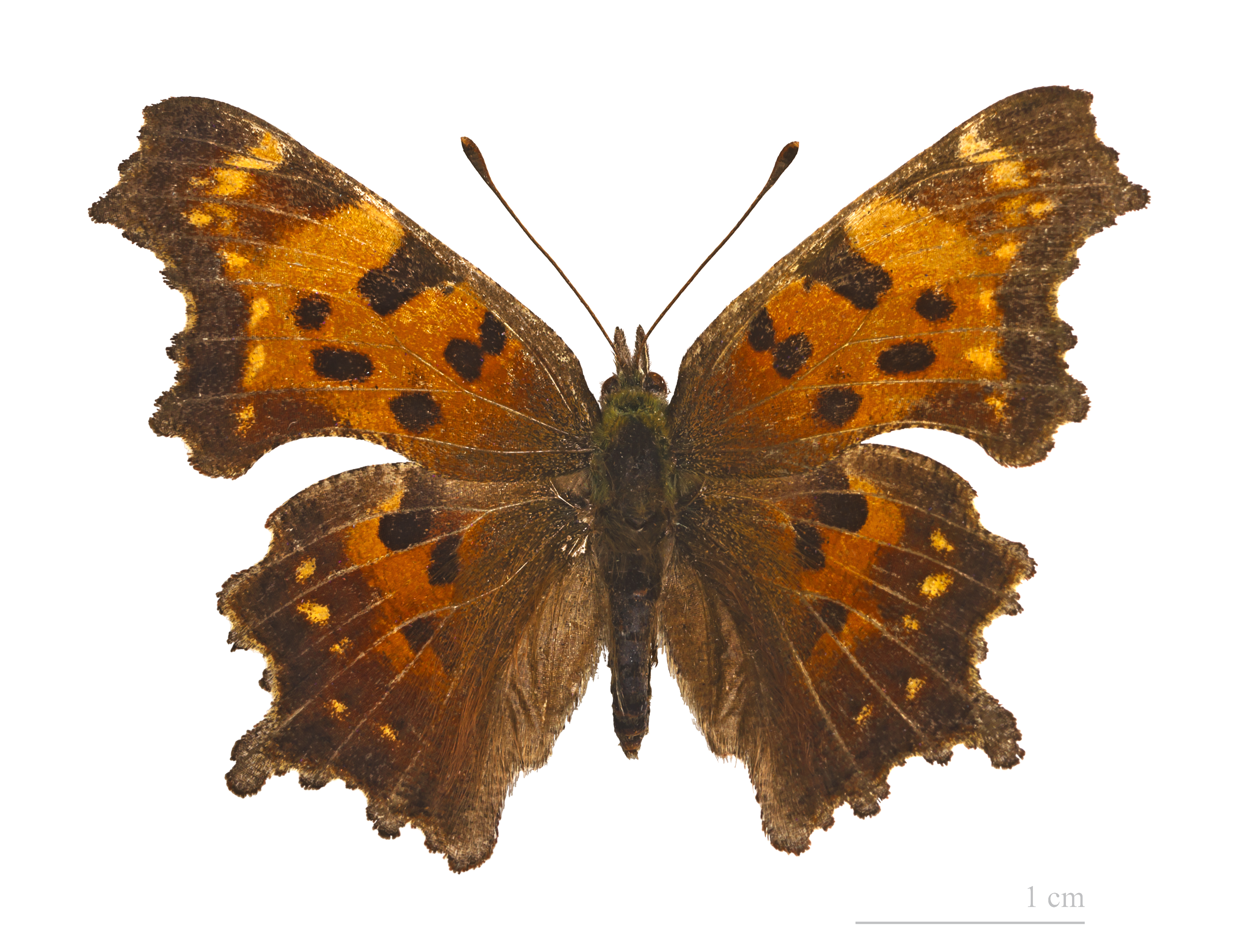
Polygonia faunus
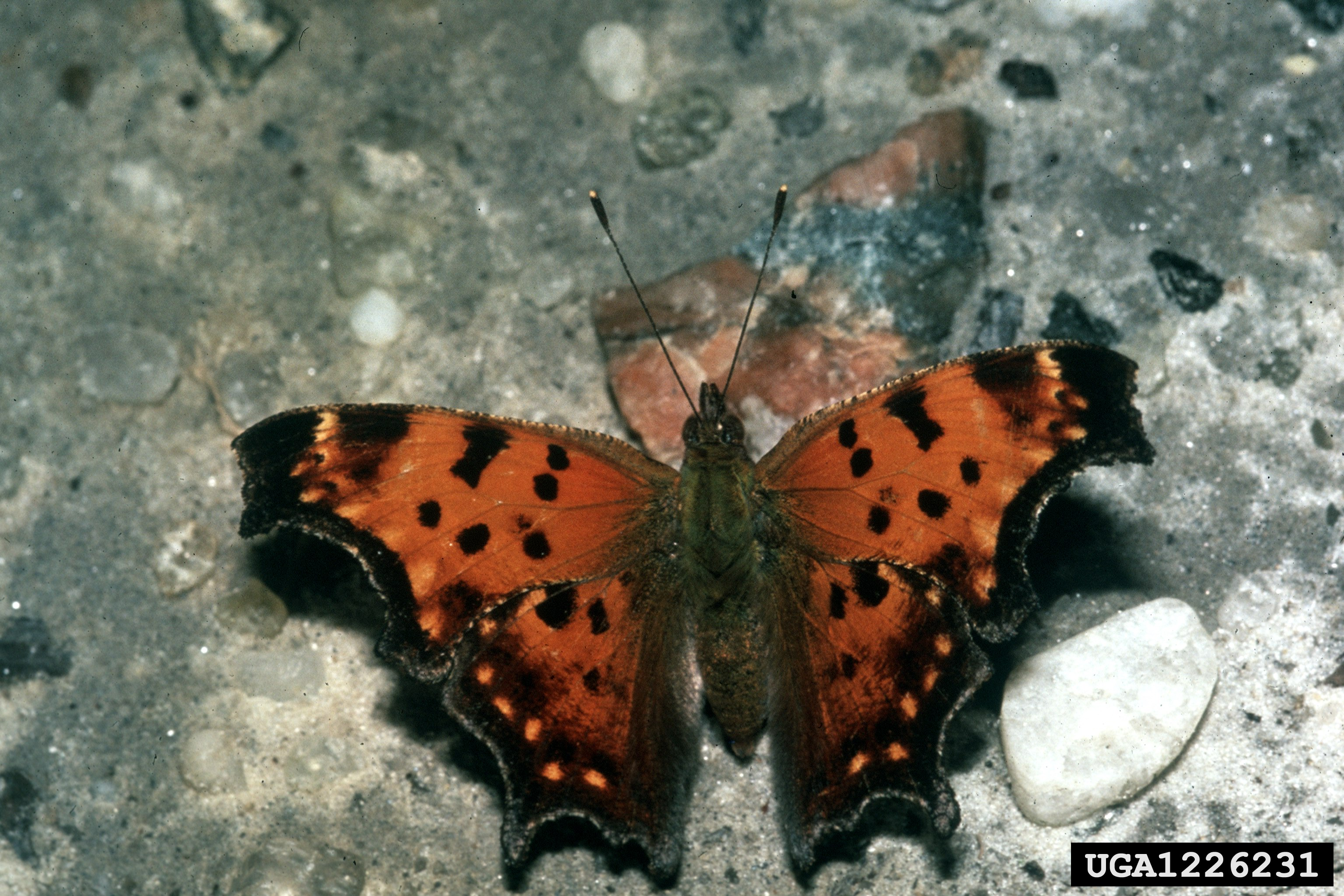
Polygonia progne
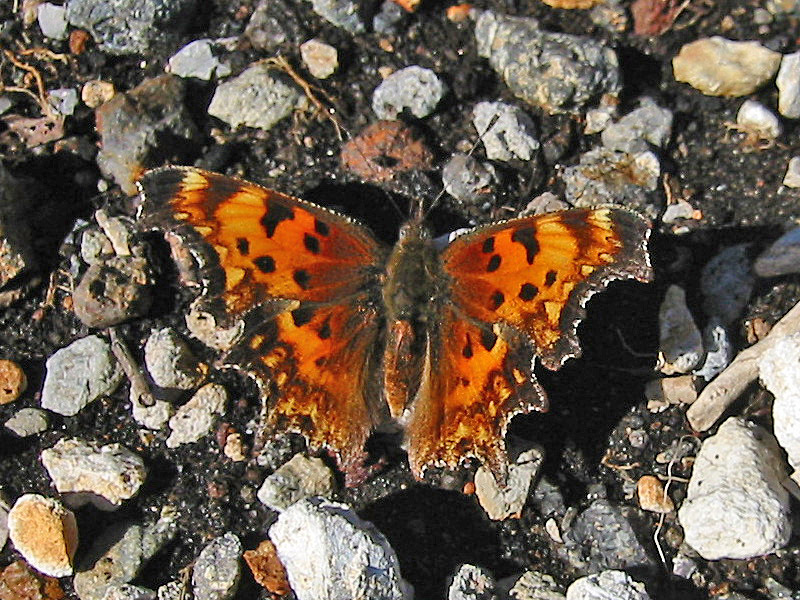
Polygonia gracilis